# Unità Nazionale (Venezuela)
Unità Nazionale è stata una coalizione di partiti politici venezuelani di orientamento cristiano-democratico, socialdemocratico e centrista operativa dal 2008 al 2018.

## Storia
Costituitasi il 26 gennaio 2008 col nome di Accordo di Unità Nazionale (Acuerdo de Unidad Nacional), il 6 giugno 2009 la coalizione fu ridenominata Tavolo dell'Unità Democratica (Mesa de la Unidad Democrática), raggruppando varie forze di opposizione al governo di Hugo Chávez, tra cui:
- Un Nuovo Tempo (socioliberale, socialdemocratico e centrista);
- Azione Democratica (socialdemocratico e riformista);
- Primero Justicia (umanista, e liberale);
- COPEI (democristiano e umanista cristiano);
- Progetto Venezuela (democristiano);
- La Causa Radical (radicale).

In vista delle elezioni parlamentari del 2010 aderì alla coalizione anche il partito Per la Democrazia Sociale, ma nel 2012 ne fuoriuscì per unirsi al Grande Polo Patriottico di Chávez.
Successivamente l'alleanza si aprì ad Avanzata Progressista e a Volontà Popolare; la coalizione concorse così alle elezioni parlamentari del 2015 ottenendo la maggioranza assoluta dei seggi. Nel 2017, tuttavia, il Tribunale supremo di giustizia esautorò l'Assemblea nazionale e assegnò il potere legislativo al capo dello Stato Nicolás Maduro; allo stesso tempo, il presidente dell'Assemblea nazionale, Juan Guaidó (leader di Volontà Popolare), si proclamò presidente ad interim del Venezuela.
Nel gennaio 2018 il Tribunale supremo di giustizia precluse alla coalizione di concorrere alle imminenti elezioni presidenziali. L'8 marzo successivo fu lanciato un nuovo cartello elettorale, il «Fronte Ampio Venezuela Libero» (Frente Amplio Venezuela Libre), al quale presero parte Volontà Popolare, Un Nuovo Tempo, Primero Justicia, Progetto Venezuela e altre forze minori, mentre Avanzata Progressista e COPEI, dopo aver sostenuto la candidatura di Henri Falcón alle elezioni presidenziali, promossero la coalizione Concertación por el Cambio. Questa, dopo l'ingresso di Azione Democratica e Speranza per il Cambiamento, fu ridenominata Alleanza Democratica e, alle elezioni parlamentari del 2020, ottenne 20 seggi su 277.
Nel 2021, infine, è stata costituita una nuova aggregazione politica, Piattaforma Unitaria: essa ha visto l'adesione di Volontà Popolare, Un Nuovo Tempo, Primero Justicia, Azione Democratica, COPEI e altri movimenti, mentre Avanzata Progressista, Speranza per il Cambiamento e Progetto Venezuela sono rimasti fuori.